# Mwamakona
Mwamakona ist ein Verwaltungsbezirk (englisch Ward) des Distrikts Igunga in der tansanischen Region Tabora.

## Geografie
Mwamakona ist ein ländlicher Bezirk im westlichen Teil des zentralen Hochlands von Tansania, etwa 25 Kilometer Luftlinie nordwestlich der Distrikthauptstadt Igunga. Bei der Volkszählung 2022 lebten 8350 Menschen in 1036 Haushalten auf einer Fläche von 131 Quadratkilometern.

Der Bezirk grenzt an fünf Bezirke des Distrikts Igunga:
| Igurubi  |                                             |             |
|          | Kompassrose, die auf Nachbargemeinden zeigt | Mwamashimba |
| Itunduru | Mwamashiga                                  | Mbutu       |

## Gliederung
Der Bezirk besteht aus zwei Gemeinden (swahili Mtaa) mit 13 Orten (Kitongoji):
| Mwamakona - Mwamakona A - Mwamakona B - Itobanilo - Manonga - Mwandimagwe - Mwangadule - Lubeho - Mwalumala A - Mwalumala B | Imalanguzu - Isanga - Buchela - Mtakuja - Ibindo |

## Wirtschaft und Infrastruktur
- Landwirtschaft: Auf teilweise steilen Hängen, die von Erosion betroffen sind, werden Baumwolle und Mais angebaut und Nutztiere gehalten.[7]
- Gesundheit: In der Gemeinde Imalanguzu gibt es eine staatliche Apotheke.[8]